# Costasiella kuroshimae
A Costasiella kuroshimae (chamada, em inglês, de "ovelha do mar" ou "ovelha da folha"), é um molusco da família Costasiellidae. É um dos poucos animais com a capacidade de fazer fotossíntese. Foi descoberta no ano de 1993, na ilha de Kuroshima, no Japão; e já foram encontradas nas Filipinas e da Indonésia.

## Características
É um ser invertebrado que possui olhos próximos e de cor preta; rinóforos saindo de sua cabeça, de coloração branca e pontas pretas; ceratas que saem da parte superior de seu corpo, de cor verde e pontas que podem ter a coloração rosa, roxa ou branca. Na fase adulta, pode atingir até 8 milímetros, e possuem tempo de vida entre seis meses e um ano.
São hermafroditas e se reproduzem através de acasalamento. Suas larvas são geradas em ovos, que são colocados em formato de pequeno espiral, entre 2.000 e 4.000 ovos, e que eclodem após 4 dias. Após o nascimento, as larvas vivem em plânctons por um período entre uma e duas semanas.
O habitat é o marinho e vivem em algas Avrainvillea, que se localizam em áreas próximas a recifes de coral, entre 9 e 18 metros de profundidade, onde há luminosidade.
Se alimenta da seiva que suga da Avrainvillea. Os cloroplastos sugados das algas são armazenados em suas ceratas por até 10 dias, e com esse processo, a lesma pode complementar sua alimentação através da fotossíntese.

## Galeria de fotos

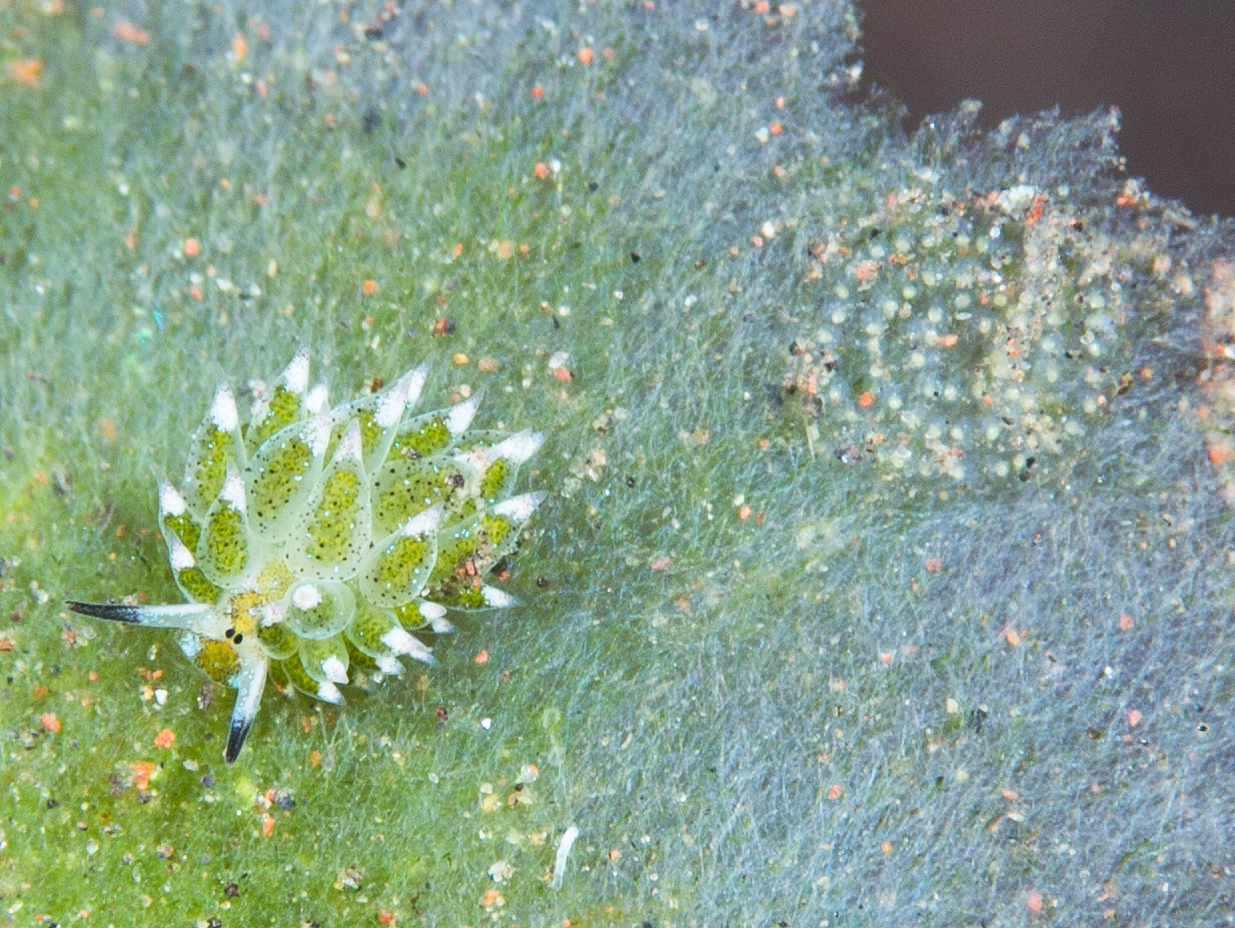
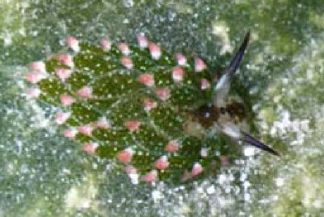
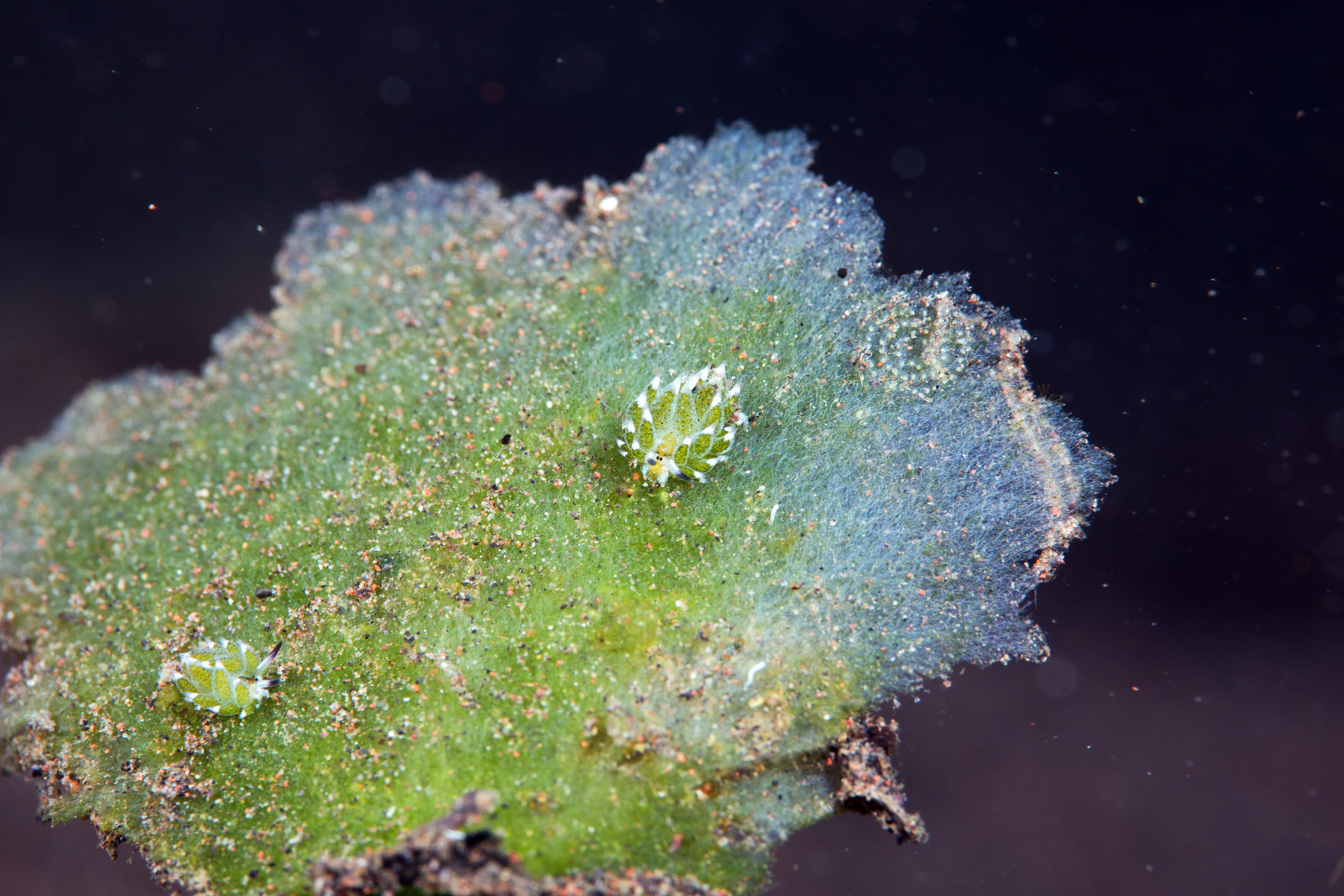
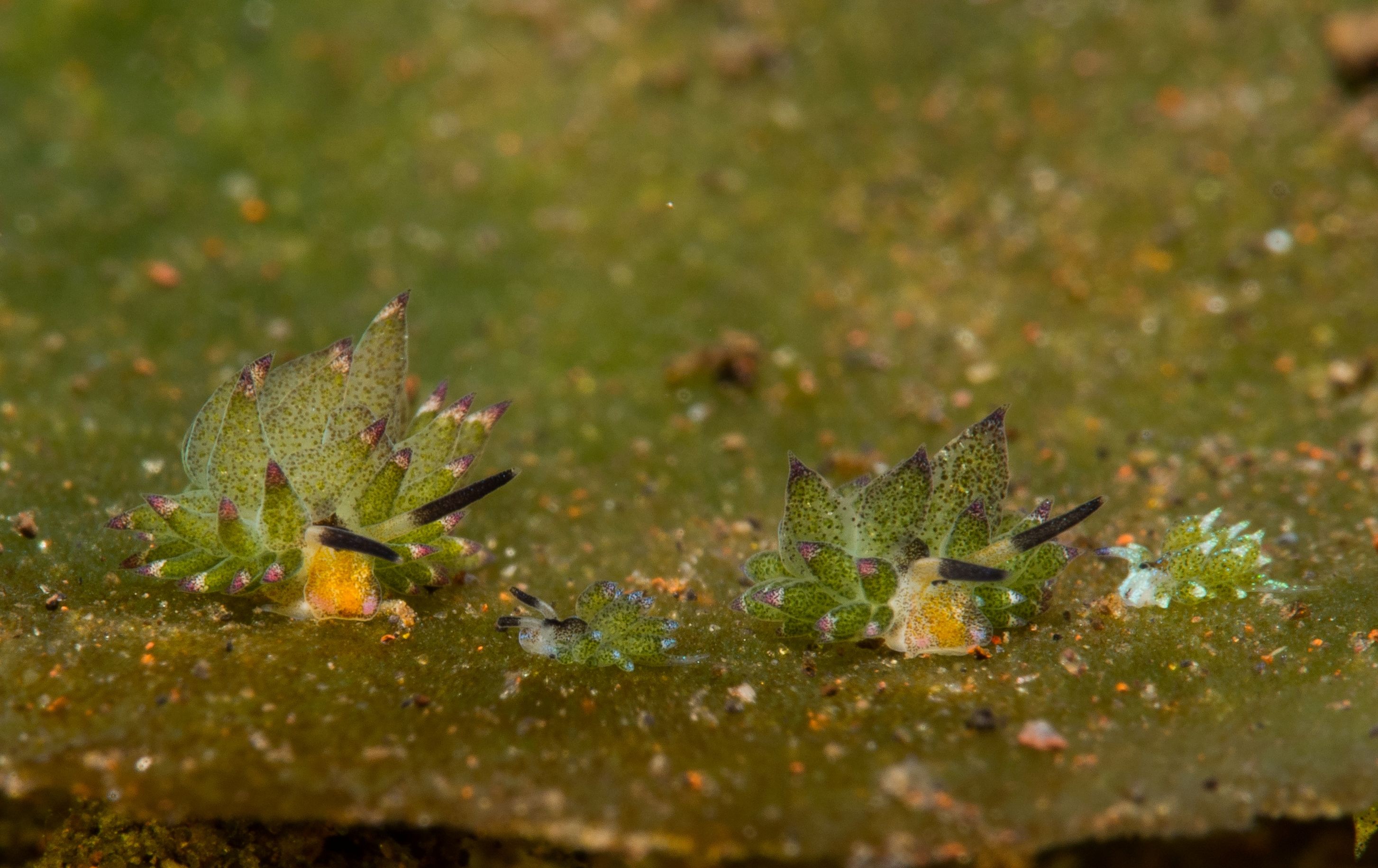
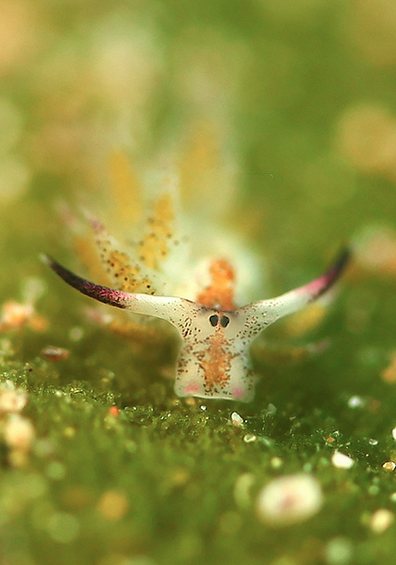